# The Concretes
The Concretes je švédská indie popová kapela, v současnosti, po odchodu zpěvačky Victorie Bergsman, čítající sedm stálých členů.

## Historie

### Vznik
Prapočátky The Concretes sahají do roku 1995, kdy skupinu založily tři dívky Victoria Bergsman, Maria Eriksson a Lisa Milberg.
Postupem času se sestava ustálila na osmi. Po prvních třech EP-čkách Limited Edition (1999), Lipstick Edition (1999) a Nationalgeographic (2001) (první dvě jsou zahrnuty na kompilaci Boyoubetterunow z roku 2000), se soubor soustředil na debutovou desku.
Mezitím však kytaristka Maria Eriksson stihla založit svůj další projekt Heikki, na kterém se s ní podílí producent a kytarista Jari Haapalainen, člen jiné švédské kapely The Bear Quartet. Heikki vydali v dubnu 2002 bezmála třiadvacetiminutové bezejmenné EP.

### První deska
Debutová, eponymní deska The Concretes, produkovaná Jarim Haapalainenem nakonec spatřila světlo světa v roce 2003. Mimo stabilní jádro The Concretes se nahrávání desky účastnila taky dvanáctičlenná rozšiřující sekce, v bookletu uvedena jako „Honorary Concretes“, zahrnující mimo jiné Jariho Haapalainenena nebo písničkáře Nicolaie Dungera. Rok poté, co se deska objevila na pultech ve Švédsku, vyšla i v mnohých dalších zemích. Album sklidilo poměrně pozitivní recenze v angloamerických hudebních periodikách a zejména ve Velké Británii zaznamenalo i solidní komerční ohlas. Píseň Chico z této desky zremixovali australští The Avalanches.
Některé písně z první desky byly použity ke komerčním účelům. Skladba Say Something New byla využita ve Spojených státech k reklamním spotům společnosti Target. V České republice v průběhu roku 2006 se v televizní reklamě na mobilního operátora T-Mobile vyskytl úryvek ze skladby You Can’t Hurry Love.
V roce 2004 Maria Eriksson souběžně pokračovala s Heikki. Druhá kolekce dostala název 2. Desetiskladbový soubor přesáhl 26 minut, lze tedy hovořit o regulérní řadové desce.
Léto 2005 přineslo další kompilaci, tentokrát s názvem Layourbattleaxedown. Tento kompilát je souhrn třetího EP-čka Nationalgeographic (2001) a b-stran ze singlů vydaných převážně na podporu první eponymní desky. Tou dobou taky probíhají přípravy druhé řadové desky.

### Druhá deska
Druhá deska nakonec dostala název The Concretes in Colour a o produkci se postaral Američan Mike Mogis, člen Bright Eyes a spoluzakladatel nebraského labelu Saddle Creek. Na desce se poprvé v několika skladbách jako zpěvačka představuje bubenice Lisa Milberg, jednu píseň si zazpívala taky Maria Eriksson a jako host v jedné z nahrávek i Romeo Stodart z britských The Magic Numbers. Prvním singlem z nové desky se stala skladba Chosen One. Respektovaný americký hudební server Pitchfork Media zahrnul videoklip na tuto píseň mezi 25 „top“ videoklipů roku 2006.
Přijetí druhé desky bylo znatelně chladnější než tomu bylo v případě debutu. Desce byla často vytýkána fádnost a unylost. Dle některých hudebních kritiků kapele příliš nesvědčil mírný příklon k americkému country.
Po vydání desky vyjela kapela na nepříliš šťastné koncertní turné. Nejprve byla v průběhu května v New Yorku okradena o většinu nástrojů, vzápětí pak byla kvůli nemoci Victorie Bergsman zrušena celé americká větev turné.

### Odchod Bergsman a třetí deska
O několik týdnu později, konkrétně 24. července 2006, byl oznámen odhod Victorie Bergsman, která se obratem rozhodla založit vlastní projekt Taken By Trees. Zbytek ansámblu se rozhodl pokračovat v sedmi, přičemž úlohy hlavní zpěvačky se poněkud překvapivě ujala bubenice Lisa Milberg.
První album v této sestavě nese název Hey Trouble, vyšlo počátkem dubna 2007 a produkci obstaral stejně jako u debutu Jari Haapalainen.
V březnu 2007 Maria Eriksson vydala další sólovou desku tentokrát pod pseudonymem Santa Maria.

## Sestava
Současní členové:
- Maria Eriksson – kytara, sólový zpěv a vokály
- Martin Hansson – baskytara a vokály
- Ulrik Karlsson – dechy, piáno a vokály
- Lisa Milberg – bicí a sólový zpěv
- Per Nyström – klávesy a vokály
- Ludvig Rylander – dechy, piáno a vokály
- Daniel Värjö – kytara, mandolína a vokály

Bývalá členka:
- Victoria Bergsman – sólový zpěv

## Diskografie
Studiové desky:
- The Concretes, vyšlo 2003 ve Švédsku; v roce 2004 pak mezinárodně.
- The Concretes in Colour, vyšlo 13. března 2006 ve Velké Británii; 4. dubna 2006 ve Spojených státech amerických.
- Hey Trouble, vyšlo 4. dubna 2007 ve Švédsku. Vydání ve Velké Británii je očekáváno na přelomu jara a léta 2007.
- WYWH, vyšlo v roce 2010

Kompilace:
- Boyoubetterunow, vyšlo 2000; obsahuje první dvě EP-čka.
- Layourbattleaxedown, vyšlo 26. července, 2005; kompilace b-stran a rarit.

EP-čka:
- Limited Edition (1999)
- Lipstick Edition (1999)
- Nationalgeographic (2001)

Singly:
Pozice singlu v hitparádách je uvedena za singlem – # číslo
- "Forces" (2002)
- "You Can't Hurry Love" (2003) V UK # 55
- "Warm Night" (2003)
- "Say Something New" (2004)
- "Seems Fine" (2004) V UK # 52
- "Chico" (2004)
- "Lady December" (2004)
- "Chosen One" (2006) V UK # 51
- "On the Radio" (2006)
- "Kids" (2007)